# Tuxerjoch
Il Tuxerjoch (2.338 m s.l.m.) è un valico alpino che si trova nel Tirolo austriaco. Mette in comunicazione la Tuxertal, valle secondaria della Zillertal con la Wipptal.
Dal punto di vista orografico separa le Alpi della Zillertal (nelle Alpi dei Tauri occidentali) dalle Prealpi del Tux (nelle Alpi Scistose Tirolesi).
Nei pressi del passo vi è il rifugio alpino Tuxer Joch-Haus.